# 秋浦县
秋浦县，中国古县名。在今安徽省池州市境内。
隋朝开皇十九年（599年）置，治所在今安徽省池州市西，属宣州。因秋浦水得名。唐朝武德四年（621年），以秋浦县和南陵县设置池州，贞观元年（627年）裁撤池州，两县再归宣州。永泰元年（765年），秋浦县、青阳县和至德县再置池州。
五代十国杨吴顺义六年（926年），改名贵池县（今安徽省池州市贵池区）。1914年改建德县又置秋浦县，治所在秋浦（今安徽东至县尧渡镇查桥村）。1932年更名至德县。1959年至德县又与东流县合并，设置东至县。